# Palm III
Palm III — первый из линейки КПК Palm III* от Palm (тогда ещё 3Com) на основе 3.x версии Palm OS. Вышел в свет в 1998 году и продавался по цене около 400$. В 1999 был сменён устройствами Palm IIIe и Palm IIIx. Завершают серию III Palm IIIxe и Palm IIIc.
Изначально поставлялся с Palm OS 3.0 и 2 мегабайтами оперативной памяти, однако за счёт ПЗУ на основе Flash ROM и выделенного в отдельный модуль блока оперативной памяти легко обновляется вплоть до Palm OS 4.0 и 8 мегабайт ОЗУ.
Были попытки реализовать и 16-и мегабайтный модуль, однако выяснилось что эта ОС имеет ограничение на работу только с 12 мегабайтами адресного пространства.
В отличие от более старых Palm Pilot экран этого КПК умеет отображать уже 4 оттенка серого цвета и оснащен инверсной подсветкой.
Из коммуникационных возможностей Palm III стоит отметить наличие IrDA и RS232 (COM) порта. Хотя поддержка USB так и не была реализована в третьей серии Palm, однако с помощью дополнительного адаптера PalmConnect КПК этой серии могут быть подключены и к USB-разъёму.
Еще одной из характерных особенностей КПК этой серии является питание от двух батарей AAA, что в сочетании с низким энергопотреблением и ставшей уже практически символической ценой делает этот и подобные ему КПК актуальными для использования в качестве «читалки» и «органайзера».